# Jérôme Nédélec
Jérôme Nédélec, né le 4 mai 1972 à Poitiers, est un musicien et écrivain français.

## Biographie
Après avoir travaillé comme ouvrier de fouilles archéologiques avec le Service régional de l'archéologie (SRA) de Rennes, il se consacre à la musique traditionnelle irlandaise et bretonne pendant une vingtaine d'années, comme guitariste, professeur de guitare, producteur, disquaire et distributeur.
En 2015, il se lance dans l'écriture de nouvelles, dont certaines sont publiées en anthologies, puis d'une trilogie romanesque dont l'action se déroule au IXe siècle en Bretagne: « L'Armée des Veilleurs ». À la rencontre du roman historique et fantastique, cette trilogie est publiée par Stéphane Batigne Éditeur puis par les éditions Tri Nox.
Passionné d'histoire médiévale, Jérôme Nédélec donne régulièrement des conférences sur le thème des Vikings en Bretagne.

### Les Mystériales de Redon
En 2019, Jérôme Nédélec est à l'initiative d'un nouveau salon du livre dédié aux littératures populaires et de l'imaginaire : les Mystériales de Redon, qui se déroulent dans le cloître de l'abbaye Saint-Sauveur. Devenu directeur artistique de la manifestation, il la transforme en festival en complétant le salon par un programme d'animations, rencontres, projections, conférences, etc.,.

### Romans
- Trilogie L'Armée des Veilleurs
  - Les Frontières liquides, tome 1, Stéphane Batigne Éditeur, 2017  (ISBN 9791090887589)
  - Les Forêts combattantes, tome 2, Tri Nox, 2019  (ISBN 9782490808014)
- Le Trésor des hommes du Nord, Stéphane Batigne Éditeur, 2018[7]  (ISBN 9791090887619)

### Nouvelles
- « Eivor », in Gandahar n° 4 (Le Juif errant), juin 2015
- « Duel à Keralam » in Star Ouest  (ISBN 9782954507538), ImaJnère, 2015
- « Tri Nox Samoni » in Mort(s), Les Artistes fous associés, 2016
- « Via  Daemonum » in Dimension - Routes de légendes - Légendes de la route, sous la direction d'Estelle Faye et Jérôme Akkouche,  (ISBN 9781612275901) Rivière blanche, 2016

### Feuilletons
- La Relique perdue (en collaboration avec Patrick Denieul), Les Infos du pays de Redon, 2017
- Le Monstre-fleuve, Les Infos du pays de Redon, 2019

## Discographie

### Comme musicien
- avec le groupe Sualtam (Sylvain Barou, Ronan Bléjean, Jérôme Nédélec)[8]:
  - Sualtam, 2001
- avec le groupe Piképik & Ko (Roland Guillou, Jérôme Nédélec, Patrick Bardoul, Tanguy Pacault, Jean-Yves Bardoul)[9]:
  - Pa ma ! Ni ma..., 2009

### Comme producteur
- Sylvain Barou, Sylvain Barou, 2012, Grand Prix du Disque Produit en Bretagne 2013[10]